# الخامسیه
الخامسیه (به عربی: الخامسية) یک روستا در سوریه است که در استان ریف دمشق واقع شده‌است.
 الخامسیه  ۱٬۰۲۴ نفر جمعیت دارد.